# Sigalion asiaticus
Sigalion asiaticus är en ringmaskart som först beskrevs av Uschakov och Wu 1965.  Sigalion asiaticus ingår i släktet Sigalion och familjen Sigalionidae. Inga underarter finns listade i Catalogue of Life.